# Michael Corsten
Michael Corsten (* 14. März 1961 in Mönchengladbach) ist ein deutscher Soziologe.
Er studierte von 1982 bis 1988 Soziologie, Volkswirtschaftslehre, Wirtschafts- und Sozialgeschichte und Philosophie in Marburg und Bielefeld.
Nach seinem Diplom arbeitete Michael Corsten als wissenschaftlicher Mitarbeiter an der Universität Marburg, wo er 1991 promovierte. Ab 1991 forschte Corsten als wissenschaftlicher Mitarbeiter am Max-Planck-Institut für Bildungsforschung und habilitierte 1997 an der Freien Universität Berlin. 2002 folgte eine Umhabilitation an die Universität Jena.
Seit 2008 lehrt Michael Corsten als Professor am Institut für Sozialwissenschaften der Universität Hildesheim.
Seine Arbeits- und Forschungsschwerpunkte liegen in einer biographie- und lebenslauforientierten Analyse von Prozessen der beruflichen Sozialisation ("Die Kultivierung beruflicher Handlungsstile", 1998), des Verhältnisses von Individualität und Intimität ("Das Ich und Liebe", 1993), der Beteiligung an Formen der Bürger- und Zivilgesellschaft ("Quellen bürgerschaftlichen Engagements", 2008) sowie zu wissens- und kultursoziologischen Themen ("Karl Mannheims Kultursoziologie, 2010"). In "Grundfragen der Soziologie" (2011) wendet er sich über das Fachpublikum hinausgehend an ein gesellschaftswissenschaftlich interessiertes Publikum, um Bezugsprobleme der Soziologie auf neuartige Weise zu systematisieren.

## Schriften (Auswahl)
- Grundfragen der Soziologie. Konstanz: UVK, 2011, ISBN 978-3-8252-3494-2
- Karl Mannheims Kultursoziologie. Eine Einführung. Frankfurt/M.: Campus, 2010, ISBN 978-3-593-39156-4
- gemeinsam mit Michael Kauppert und Hartmut Rosa: Quellen bürgerschaftlichen Engagements. Wiesbaden: VS, 2007, ISBN 978-3-531-15570-8
- gemeinsam mit Hartmut Rosa und Ralph Schrader (Hrsg.) Die Gerechtigkeit der Gesellschaft. Wiesbaden: Verlag für Sozialwissenschaften, 2005, ISBN 978-3-531-14401-6
- Die Kultivierung beruflicher Handlungsstile. Einbettung, Nutzung und Gestaltung von Berufskompetenzen. Frankfurt/M.: Campus, 1998, ISBN 978-3-593-36093-5
- Das Ich und die Liebe. Subjektivität. Intimität. Vergesellschaftung. Opladen: Leske + Budrich, 1993, ISBN 978-3-8100-1070-4

### Als Herausgeber
- mit Michael Kauppert: Der Mensch – nach Rücksprache mit der Soziologie. Frankfurt/M.; New York: Campus, 2013, ISBN 978-3-593-39893-8
- Videographie praktizieren : Herangehensweisen, Möglichkeiten und Grenzen. Wiesbaden: VS, 2010, ISBN 978-3-531-17648-2
- mit Helmut Voelzkow: Transformation zwischen Markt, Staat und Drittem Sektor. Marburg: Metropolis, 1997, ISBN 978-3-89518-143-6